# Olympia Zeitung
Die Olympia Zeitung war die offizielle Zeitung der Olympischen Sommerspiele in Berlin 1936 und wurde vom Reichssportverlag herausgegeben.

## Ausgaben
Die Zeitung erschien täglich in vier Sprachen vom 21. Juli bis zum 19. August 1936. Die Auflage lag zwischen 350.000 und 500.000 Exemplaren. Anfangs war der Umfang auf 16 Seiten festgelegt. Er steigerte sich aber während der Spiele auf 24 Seiten. Der Preis einer Zeitung betrug 20 Pfennig. Der Untertitel war Offizielles Organ der Xl. Olympischen Spiele 1936 in Berlin.

## Redakteure
Hauptschriftleiter war Fred Krüger. Neben Krüger gehörten Manfred Hausmann, Rudolf Binneboese, Joachim Fernau, Carl Borro Schwerla, Heinrich Peter Tillenburg und Ernst Nebhut zur Redaktion, die für die regimekonforme Berichterstattung verantwortlich waren.